# Africa renewable energy initiative
Africa Renewable Energy Initiative (AREI) är ett afrikanskt initiativ för att öka användningen av förnybar energi på den afrikanska kontinenten. Målet med programmet är att skapa integrerade lösningar som kommer att förbättra människors välbefinnande, utöka tillgången till rena energitjänster och sätta afrikanska nationer på vägen mot en utveckling som är både klimatvänlig och hållbar.